# Division II i ishockey 1973-74
Division II i ishockey 1973-74 var turneringen for mandlige klubhold i den næstbedste række i det svenske ligasystem for ishockey. Turneringen havde deltagelse af 80 hold, der spillede om to oprykningspladser til Division I, og om at undgå 16 nedrykningspladser til Division III.
Holdene var inddelt i fire regioner, nord (19 hold), øst (20 hold), vest (20 hold) og syd (20 hold). I alle fire regioner var holdene inddelt i to puljer med ti hold, der spillede en dobbeltturnering alle-mod-alle, bortset fra i nord-regionen, hvor en af puljerne kun havde ni hold, som spillede en tredobbeltturnering. De otte puljevindere gik videre til kvalifikationen til Division I, og de to dårligste hold i hver pulje blev rykket ned i Division III. I kvalifikationen til Division I blev de otte hold inddelt i to nye puljer med fire hold i hver, som begge spillede en dobbeltturnering alle-mod-alle. I hver af de to puljer var der én plads i den følgende sæson i Division I på spil.
De to oprykningspladser blev besat af:
- Skellefteå AIK, der vandt Division II Nord A, og som endte på førstepladsen i Kvalifikation til Division I Nord.
- IF Karlskoga/Bofors, der vandt Division II Vest A, og som endte på førstepladsen i Kvalifikation til Division I Syd.

## Division II

### Hold
Division II havde deltagelse af 79 klubber, hvilket var tre færre end i den foregående sæson. Blandt deltagerne var:
- 2 klubber, der var rykket ned fra Division I: IF Karlskoga/Bofors og Skellefteå AIK.
- 15 klubber, der var rykket op fra Division III: Brunflo IF, Hanhals BK, IFK Munkfors, IFK Vänersborg, IK 70 Oskarshamn, Kramfors-Alliansen, Munksund/Skuthamns SK, Mälarhöjden/Västertorps BIK, Mörrums GoIS, Roma IF, Säters IF, Tierps IF, Tyringe SoSS, Valbo AIF og Åkers IF.

Siden den foregående sæson var der endvidere sket følgende ændringer:
- Enköpings SK havde etableret et samarbejde med SK Elvan og stillede derfor op under navnet Enköpings SK/SK Elvan.
- IK IFK/IKS havde skiftet navn til IK Vita Hästen.

Klubberne var inddelt i fire regioner med 19 eller 20 hold i hver, og i hver region var klubberne inddelt i to puljer med 9 eller 10 hold i hver pulje. Følgende hold havde skiftet Division II-pulje siden den foregående sæson: 
- Forshaga IF, Grums IK og IK Viking var blevet flyttet fra Vest B til Vest A.
- Boro/Landsbro IF og HV71 var blevet flyttet fra Syd A til Vest B.
- Gislaveds SK var blevet flyttet fra Syd B til Vest B.
- Enköpings SK, Skultuna IS og Surahammars IF var blevet flyttet fra Vest A til Øst B.
- BK Remo, Huddinge IK og Nacka SK var blevet flyttet fra Øst B til Syd A.

De otte puljevindere gik videre til kvalifikationen til Division I.
| Hold i Division II 1973-74  | Hold i Division II 1973-74 | Hold i Division II 1973-74 | Hold i Division II 1973-74 | Boden Clemensnäs/Rönnskär Kiruna Luleå Kågedalen Medle Munksund/Skuthamn Piteå 🠕 Skellefteå Brunflo Granö Heffners/ Ortviken Järved Kramfors Nordingrå Teg Tunadal Örnsköldsvik Östersund Bollnäs Falun Gävle Godtemplare Hofors Ljusne Malung Storvik Strömsbro Säter Valbo Almtuna Enköping/Elvan Norrtälje Roma Skultuna Surahammar Tierp Väsby Avesta Fagersta Forshaga Grums Guldsmedsh. Karlskoga Bofors Lindesberg Munkfors Viking Morgårdsh. Bäcken Boro/Landsbro Gislaved Hanhals HV71 Vänersborg Mariestad Mölndal Skövde Tibro Kenty Remo Vita Hästen Nyköping Tranås Vimmerby Åker Göta, Hammarby, Huddinge, Mälarhöjden/Västertorp og Nacka Halmstad Troja Oskarshamn Kallinge Malmö Mörrum Nybro Rögle Tyringe Växjö |
| Hold                        | By                         | Hold                       | By                         | Boden Clemensnäs/Rönnskär Kiruna Luleå Kågedalen Medle Munksund/Skuthamn Piteå 🠕 Skellefteå Brunflo Granö Heffners/ Ortviken Järved Kramfors Nordingrå Teg Tunadal Örnsköldsvik Östersund Bollnäs Falun Gävle Godtemplare Hofors Ljusne Malung Storvik Strömsbro Säter Valbo Almtuna Enköping/Elvan Norrtälje Roma Skultuna Surahammar Tierp Väsby Avesta Fagersta Forshaga Grums Guldsmedsh. Karlskoga Bofors Lindesberg Munkfors Viking Morgårdsh. Bäcken Boro/Landsbro Gislaved Hanhals HV71 Vänersborg Mariestad Mölndal Skövde Tibro Kenty Remo Vita Hästen Nyköping Tranås Vimmerby Åker Göta, Hammarby, Huddinge, Mälarhöjden/Västertorp og Nacka Halmstad Troja Oskarshamn Kallinge Malmö Mörrum Nybro Rögle Tyringe Växjö |
| Nord                        |                            |                            |                            | Boden Clemensnäs/Rönnskär Kiruna Luleå Kågedalen Medle Munksund/Skuthamn Piteå 🠕 Skellefteå Brunflo Granö Heffners/ Ortviken Järved Kramfors Nordingrå Teg Tunadal Örnsköldsvik Östersund Bollnäs Falun Gävle Godtemplare Hofors Ljusne Malung Storvik Strömsbro Säter Valbo Almtuna Enköping/Elvan Norrtälje Roma Skultuna Surahammar Tierp Väsby Avesta Fagersta Forshaga Grums Guldsmedsh. Karlskoga Bofors Lindesberg Munkfors Viking Morgårdsh. Bäcken Boro/Landsbro Gislaved Hanhals HV71 Vänersborg Mariestad Mölndal Skövde Tibro Kenty Remo Vita Hästen Nyköping Tranås Vimmerby Åker Göta, Hammarby, Huddinge, Mälarhöjden/Västertorp og Nacka Halmstad Troja Oskarshamn Kallinge Malmö Mörrum Nybro Rögle Tyringe Växjö |
| Division II Nord A          | Division II Nord A         | Division II Nord B         | Division II Nord B         | Boden Clemensnäs/Rönnskär Kiruna Luleå Kågedalen Medle Munksund/Skuthamn Piteå 🠕 Skellefteå Brunflo Granö Heffners/ Ortviken Järved Kramfors Nordingrå Teg Tunadal Örnsköldsvik Östersund Bollnäs Falun Gävle Godtemplare Hofors Ljusne Malung Storvik Strömsbro Säter Valbo Almtuna Enköping/Elvan Norrtälje Roma Skultuna Surahammar Tierp Väsby Avesta Fagersta Forshaga Grums Guldsmedsh. Karlskoga Bofors Lindesberg Munkfors Viking Morgårdsh. Bäcken Boro/Landsbro Gislaved Hanhals HV71 Vänersborg Mariestad Mölndal Skövde Tibro Kenty Remo Vita Hästen Nyköping Tranås Vimmerby Åker Göta, Hammarby, Huddinge, Mälarhöjden/Västertorp og Nacka Halmstad Troja Oskarshamn Kallinge Malmö Mörrum Nybro Rögle Tyringe Växjö |
| Bodens BK                   | Boden                      | Brunflo IF                 | Brunflo                    | Boden Clemensnäs/Rönnskär Kiruna Luleå Kågedalen Medle Munksund/Skuthamn Piteå 🠕 Skellefteå Brunflo Granö Heffners/ Ortviken Järved Kramfors Nordingrå Teg Tunadal Örnsköldsvik Östersund Bollnäs Falun Gävle Godtemplare Hofors Ljusne Malung Storvik Strömsbro Säter Valbo Almtuna Enköping/Elvan Norrtälje Roma Skultuna Surahammar Tierp Väsby Avesta Fagersta Forshaga Grums Guldsmedsh. Karlskoga Bofors Lindesberg Munkfors Viking Morgårdsh. Bäcken Boro/Landsbro Gislaved Hanhals HV71 Vänersborg Mariestad Mölndal Skövde Tibro Kenty Remo Vita Hästen Nyköping Tranås Vimmerby Åker Göta, Hammarby, Huddinge, Mälarhöjden/Västertorp og Nacka Halmstad Troja Oskarshamn Kallinge Malmö Mörrum Nybro Rögle Tyringe Växjö |
| Clemensnäs/Rönnskärs IF     | Ursviken                   | Granö IF                   | Granö                      | Boden Clemensnäs/Rönnskär Kiruna Luleå Kågedalen Medle Munksund/Skuthamn Piteå 🠕 Skellefteå Brunflo Granö Heffners/ Ortviken Järved Kramfors Nordingrå Teg Tunadal Örnsköldsvik Östersund Bollnäs Falun Gävle Godtemplare Hofors Ljusne Malung Storvik Strömsbro Säter Valbo Almtuna Enköping/Elvan Norrtälje Roma Skultuna Surahammar Tierp Väsby Avesta Fagersta Forshaga Grums Guldsmedsh. Karlskoga Bofors Lindesberg Munkfors Viking Morgårdsh. Bäcken Boro/Landsbro Gislaved Hanhals HV71 Vänersborg Mariestad Mölndal Skövde Tibro Kenty Remo Vita Hästen Nyköping Tranås Vimmerby Åker Göta, Hammarby, Huddinge, Mälarhöjden/Västertorp og Nacka Halmstad Troja Oskarshamn Kallinge Malmö Mörrum Nybro Rögle Tyringe Växjö |
| IFK Kiruna                  | Kiruna                     | Heffners/Ortvikens IF      | Sundsvall                  | Boden Clemensnäs/Rönnskär Kiruna Luleå Kågedalen Medle Munksund/Skuthamn Piteå 🠕 Skellefteå Brunflo Granö Heffners/ Ortviken Järved Kramfors Nordingrå Teg Tunadal Örnsköldsvik Östersund Bollnäs Falun Gävle Godtemplare Hofors Ljusne Malung Storvik Strömsbro Säter Valbo Almtuna Enköping/Elvan Norrtälje Roma Skultuna Surahammar Tierp Väsby Avesta Fagersta Forshaga Grums Guldsmedsh. Karlskoga Bofors Lindesberg Munkfors Viking Morgårdsh. Bäcken Boro/Landsbro Gislaved Hanhals HV71 Vänersborg Mariestad Mölndal Skövde Tibro Kenty Remo Vita Hästen Nyköping Tranås Vimmerby Åker Göta, Hammarby, Huddinge, Mälarhöjden/Västertorp og Nacka Halmstad Troja Oskarshamn Kallinge Malmö Mörrum Nybro Rögle Tyringe Växjö |
| IFK Luleå                   | Luleå                      | Järveds IF                 | Örnsköldsvik               | Boden Clemensnäs/Rönnskär Kiruna Luleå Kågedalen Medle Munksund/Skuthamn Piteå 🠕 Skellefteå Brunflo Granö Heffners/ Ortviken Järved Kramfors Nordingrå Teg Tunadal Örnsköldsvik Östersund Bollnäs Falun Gävle Godtemplare Hofors Ljusne Malung Storvik Strömsbro Säter Valbo Almtuna Enköping/Elvan Norrtälje Roma Skultuna Surahammar Tierp Väsby Avesta Fagersta Forshaga Grums Guldsmedsh. Karlskoga Bofors Lindesberg Munkfors Viking Morgårdsh. Bäcken Boro/Landsbro Gislaved Hanhals HV71 Vänersborg Mariestad Mölndal Skövde Tibro Kenty Remo Vita Hästen Nyköping Tranås Vimmerby Åker Göta, Hammarby, Huddinge, Mälarhöjden/Västertorp og Nacka Halmstad Troja Oskarshamn Kallinge Malmö Mörrum Nybro Rögle Tyringe Växjö |
| Kågedalens AIF              | Kåge                       | Kramfors-Alliansen         | Kramfors                   | Boden Clemensnäs/Rönnskär Kiruna Luleå Kågedalen Medle Munksund/Skuthamn Piteå 🠕 Skellefteå Brunflo Granö Heffners/ Ortviken Järved Kramfors Nordingrå Teg Tunadal Örnsköldsvik Östersund Bollnäs Falun Gävle Godtemplare Hofors Ljusne Malung Storvik Strömsbro Säter Valbo Almtuna Enköping/Elvan Norrtälje Roma Skultuna Surahammar Tierp Väsby Avesta Fagersta Forshaga Grums Guldsmedsh. Karlskoga Bofors Lindesberg Munkfors Viking Morgårdsh. Bäcken Boro/Landsbro Gislaved Hanhals HV71 Vänersborg Mariestad Mölndal Skövde Tibro Kenty Remo Vita Hästen Nyköping Tranås Vimmerby Åker Göta, Hammarby, Huddinge, Mälarhöjden/Västertorp og Nacka Halmstad Troja Oskarshamn Kallinge Malmö Mörrum Nybro Rögle Tyringe Växjö |
| Medle SK                    | Medle                      | Nordingrå SK               | Nordingrå                  | Boden Clemensnäs/Rönnskär Kiruna Luleå Kågedalen Medle Munksund/Skuthamn Piteå 🠕 Skellefteå Brunflo Granö Heffners/ Ortviken Järved Kramfors Nordingrå Teg Tunadal Örnsköldsvik Östersund Bollnäs Falun Gävle Godtemplare Hofors Ljusne Malung Storvik Strömsbro Säter Valbo Almtuna Enköping/Elvan Norrtälje Roma Skultuna Surahammar Tierp Väsby Avesta Fagersta Forshaga Grums Guldsmedsh. Karlskoga Bofors Lindesberg Munkfors Viking Morgårdsh. Bäcken Boro/Landsbro Gislaved Hanhals HV71 Vänersborg Mariestad Mölndal Skövde Tibro Kenty Remo Vita Hästen Nyköping Tranås Vimmerby Åker Göta, Hammarby, Huddinge, Mälarhöjden/Västertorp og Nacka Halmstad Troja Oskarshamn Kallinge Malmö Mörrum Nybro Rögle Tyringe Växjö |
| Munksund/Skuthamns SK       | Piteå                      | Tegs SK                    | Umeå                       | Boden Clemensnäs/Rönnskär Kiruna Luleå Kågedalen Medle Munksund/Skuthamn Piteå 🠕 Skellefteå Brunflo Granö Heffners/ Ortviken Järved Kramfors Nordingrå Teg Tunadal Örnsköldsvik Östersund Bollnäs Falun Gävle Godtemplare Hofors Ljusne Malung Storvik Strömsbro Säter Valbo Almtuna Enköping/Elvan Norrtälje Roma Skultuna Surahammar Tierp Väsby Avesta Fagersta Forshaga Grums Guldsmedsh. Karlskoga Bofors Lindesberg Munkfors Viking Morgårdsh. Bäcken Boro/Landsbro Gislaved Hanhals HV71 Vänersborg Mariestad Mölndal Skövde Tibro Kenty Remo Vita Hästen Nyköping Tranås Vimmerby Åker Göta, Hammarby, Huddinge, Mälarhöjden/Västertorp og Nacka Halmstad Troja Oskarshamn Kallinge Malmö Mörrum Nybro Rögle Tyringe Växjö |
| Piteå IF                    | Piteå                      | Tunadals IF                | Sundsvall                  | Boden Clemensnäs/Rönnskär Kiruna Luleå Kågedalen Medle Munksund/Skuthamn Piteå 🠕 Skellefteå Brunflo Granö Heffners/ Ortviken Järved Kramfors Nordingrå Teg Tunadal Örnsköldsvik Östersund Bollnäs Falun Gävle Godtemplare Hofors Ljusne Malung Storvik Strömsbro Säter Valbo Almtuna Enköping/Elvan Norrtälje Roma Skultuna Surahammar Tierp Väsby Avesta Fagersta Forshaga Grums Guldsmedsh. Karlskoga Bofors Lindesberg Munkfors Viking Morgårdsh. Bäcken Boro/Landsbro Gislaved Hanhals HV71 Vänersborg Mariestad Mölndal Skövde Tibro Kenty Remo Vita Hästen Nyköping Tranås Vimmerby Åker Göta, Hammarby, Huddinge, Mälarhöjden/Västertorp og Nacka Halmstad Troja Oskarshamn Kallinge Malmö Mörrum Nybro Rögle Tyringe Växjö |
| Skellefteå AIK              | Skellefteå                 | Örnsköldsviks SK           | Örnsköldsvik               | Boden Clemensnäs/Rönnskär Kiruna Luleå Kågedalen Medle Munksund/Skuthamn Piteå 🠕 Skellefteå Brunflo Granö Heffners/ Ortviken Järved Kramfors Nordingrå Teg Tunadal Örnsköldsvik Östersund Bollnäs Falun Gävle Godtemplare Hofors Ljusne Malung Storvik Strömsbro Säter Valbo Almtuna Enköping/Elvan Norrtälje Roma Skultuna Surahammar Tierp Väsby Avesta Fagersta Forshaga Grums Guldsmedsh. Karlskoga Bofors Lindesberg Munkfors Viking Morgårdsh. Bäcken Boro/Landsbro Gislaved Hanhals HV71 Vänersborg Mariestad Mölndal Skövde Tibro Kenty Remo Vita Hästen Nyköping Tranås Vimmerby Åker Göta, Hammarby, Huddinge, Mälarhöjden/Västertorp og Nacka Halmstad Troja Oskarshamn Kallinge Malmö Mörrum Nybro Rögle Tyringe Växjö |
|                             |                            | Östersunds IK              | Östersund                  | Boden Clemensnäs/Rönnskär Kiruna Luleå Kågedalen Medle Munksund/Skuthamn Piteå 🠕 Skellefteå Brunflo Granö Heffners/ Ortviken Järved Kramfors Nordingrå Teg Tunadal Örnsköldsvik Östersund Bollnäs Falun Gävle Godtemplare Hofors Ljusne Malung Storvik Strömsbro Säter Valbo Almtuna Enköping/Elvan Norrtälje Roma Skultuna Surahammar Tierp Väsby Avesta Fagersta Forshaga Grums Guldsmedsh. Karlskoga Bofors Lindesberg Munkfors Viking Morgårdsh. Bäcken Boro/Landsbro Gislaved Hanhals HV71 Vänersborg Mariestad Mölndal Skövde Tibro Kenty Remo Vita Hästen Nyköping Tranås Vimmerby Åker Göta, Hammarby, Huddinge, Mälarhöjden/Västertorp og Nacka Halmstad Troja Oskarshamn Kallinge Malmö Mörrum Nybro Rögle Tyringe Växjö |
| Øst                         |                            |                            |                            | Boden Clemensnäs/Rönnskär Kiruna Luleå Kågedalen Medle Munksund/Skuthamn Piteå 🠕 Skellefteå Brunflo Granö Heffners/ Ortviken Järved Kramfors Nordingrå Teg Tunadal Örnsköldsvik Östersund Bollnäs Falun Gävle Godtemplare Hofors Ljusne Malung Storvik Strömsbro Säter Valbo Almtuna Enköping/Elvan Norrtälje Roma Skultuna Surahammar Tierp Väsby Avesta Fagersta Forshaga Grums Guldsmedsh. Karlskoga Bofors Lindesberg Munkfors Viking Morgårdsh. Bäcken Boro/Landsbro Gislaved Hanhals HV71 Vänersborg Mariestad Mölndal Skövde Tibro Kenty Remo Vita Hästen Nyköping Tranås Vimmerby Åker Göta, Hammarby, Huddinge, Mälarhöjden/Västertorp og Nacka Halmstad Troja Oskarshamn Kallinge Malmö Mörrum Nybro Rögle Tyringe Växjö |
| Division II Øst A           | Division II Øst A          | Division II Øst B          | Division II Øst B          | Boden Clemensnäs/Rönnskär Kiruna Luleå Kågedalen Medle Munksund/Skuthamn Piteå 🠕 Skellefteå Brunflo Granö Heffners/ Ortviken Järved Kramfors Nordingrå Teg Tunadal Örnsköldsvik Östersund Bollnäs Falun Gävle Godtemplare Hofors Ljusne Malung Storvik Strömsbro Säter Valbo Almtuna Enköping/Elvan Norrtälje Roma Skultuna Surahammar Tierp Väsby Avesta Fagersta Forshaga Grums Guldsmedsh. Karlskoga Bofors Lindesberg Munkfors Viking Morgårdsh. Bäcken Boro/Landsbro Gislaved Hanhals HV71 Vänersborg Mariestad Mölndal Skövde Tibro Kenty Remo Vita Hästen Nyköping Tranås Vimmerby Åker Göta, Hammarby, Huddinge, Mälarhöjden/Västertorp og Nacka Halmstad Troja Oskarshamn Kallinge Malmö Mörrum Nybro Rögle Tyringe Växjö |
| Bollnäs IS                  | Bollnäs                    | Almtuna IS                 | Uppsala                    | Boden Clemensnäs/Rönnskär Kiruna Luleå Kågedalen Medle Munksund/Skuthamn Piteå 🠕 Skellefteå Brunflo Granö Heffners/ Ortviken Järved Kramfors Nordingrå Teg Tunadal Örnsköldsvik Östersund Bollnäs Falun Gävle Godtemplare Hofors Ljusne Malung Storvik Strömsbro Säter Valbo Almtuna Enköping/Elvan Norrtälje Roma Skultuna Surahammar Tierp Väsby Avesta Fagersta Forshaga Grums Guldsmedsh. Karlskoga Bofors Lindesberg Munkfors Viking Morgårdsh. Bäcken Boro/Landsbro Gislaved Hanhals HV71 Vänersborg Mariestad Mölndal Skövde Tibro Kenty Remo Vita Hästen Nyköping Tranås Vimmerby Åker Göta, Hammarby, Huddinge, Mälarhöjden/Västertorp og Nacka Halmstad Troja Oskarshamn Kallinge Malmö Mörrum Nybro Rögle Tyringe Växjö |
| Falu IF                     | Falun                      | Enköpings SK/SK Elvan      | Enköping                   | Boden Clemensnäs/Rönnskär Kiruna Luleå Kågedalen Medle Munksund/Skuthamn Piteå 🠕 Skellefteå Brunflo Granö Heffners/ Ortviken Järved Kramfors Nordingrå Teg Tunadal Örnsköldsvik Östersund Bollnäs Falun Gävle Godtemplare Hofors Ljusne Malung Storvik Strömsbro Säter Valbo Almtuna Enköping/Elvan Norrtälje Roma Skultuna Surahammar Tierp Väsby Avesta Fagersta Forshaga Grums Guldsmedsh. Karlskoga Bofors Lindesberg Munkfors Viking Morgårdsh. Bäcken Boro/Landsbro Gislaved Hanhals HV71 Vänersborg Mariestad Mölndal Skövde Tibro Kenty Remo Vita Hästen Nyköping Tranås Vimmerby Åker Göta, Hammarby, Huddinge, Mälarhöjden/Västertorp og Nacka Halmstad Troja Oskarshamn Kallinge Malmö Mörrum Nybro Rögle Tyringe Växjö |
| Gävle Godtemplares IK       | Gävle                      | Hammarby IF                | Stockholm                  | Boden Clemensnäs/Rönnskär Kiruna Luleå Kågedalen Medle Munksund/Skuthamn Piteå 🠕 Skellefteå Brunflo Granö Heffners/ Ortviken Järved Kramfors Nordingrå Teg Tunadal Örnsköldsvik Östersund Bollnäs Falun Gävle Godtemplare Hofors Ljusne Malung Storvik Strömsbro Säter Valbo Almtuna Enköping/Elvan Norrtälje Roma Skultuna Surahammar Tierp Väsby Avesta Fagersta Forshaga Grums Guldsmedsh. Karlskoga Bofors Lindesberg Munkfors Viking Morgårdsh. Bäcken Boro/Landsbro Gislaved Hanhals HV71 Vänersborg Mariestad Mölndal Skövde Tibro Kenty Remo Vita Hästen Nyköping Tranås Vimmerby Åker Göta, Hammarby, Huddinge, Mälarhöjden/Västertorp og Nacka Halmstad Troja Oskarshamn Kallinge Malmö Mörrum Nybro Rögle Tyringe Växjö |
| Hofors IK                   | Hofors                     | IK Göta                    | Stockholm                  | Boden Clemensnäs/Rönnskär Kiruna Luleå Kågedalen Medle Munksund/Skuthamn Piteå 🠕 Skellefteå Brunflo Granö Heffners/ Ortviken Järved Kramfors Nordingrå Teg Tunadal Örnsköldsvik Östersund Bollnäs Falun Gävle Godtemplare Hofors Ljusne Malung Storvik Strömsbro Säter Valbo Almtuna Enköping/Elvan Norrtälje Roma Skultuna Surahammar Tierp Väsby Avesta Fagersta Forshaga Grums Guldsmedsh. Karlskoga Bofors Lindesberg Munkfors Viking Morgårdsh. Bäcken Boro/Landsbro Gislaved Hanhals HV71 Vänersborg Mariestad Mölndal Skövde Tibro Kenty Remo Vita Hästen Nyköping Tranås Vimmerby Åker Göta, Hammarby, Huddinge, Mälarhöjden/Västertorp og Nacka Halmstad Troja Oskarshamn Kallinge Malmö Mörrum Nybro Rögle Tyringe Växjö |
| Ljusne AIK                  | Ljusne                     | Norrtälje IK               | Norrtälje                  | Boden Clemensnäs/Rönnskär Kiruna Luleå Kågedalen Medle Munksund/Skuthamn Piteå 🠕 Skellefteå Brunflo Granö Heffners/ Ortviken Järved Kramfors Nordingrå Teg Tunadal Örnsköldsvik Östersund Bollnäs Falun Gävle Godtemplare Hofors Ljusne Malung Storvik Strömsbro Säter Valbo Almtuna Enköping/Elvan Norrtälje Roma Skultuna Surahammar Tierp Väsby Avesta Fagersta Forshaga Grums Guldsmedsh. Karlskoga Bofors Lindesberg Munkfors Viking Morgårdsh. Bäcken Boro/Landsbro Gislaved Hanhals HV71 Vänersborg Mariestad Mölndal Skövde Tibro Kenty Remo Vita Hästen Nyköping Tranås Vimmerby Åker Göta, Hammarby, Huddinge, Mälarhöjden/Västertorp og Nacka Halmstad Troja Oskarshamn Kallinge Malmö Mörrum Nybro Rögle Tyringe Växjö |
| Malungs IF                  | Malung                     | Roma IF                    | Roma                       | Boden Clemensnäs/Rönnskär Kiruna Luleå Kågedalen Medle Munksund/Skuthamn Piteå 🠕 Skellefteå Brunflo Granö Heffners/ Ortviken Järved Kramfors Nordingrå Teg Tunadal Örnsköldsvik Östersund Bollnäs Falun Gävle Godtemplare Hofors Ljusne Malung Storvik Strömsbro Säter Valbo Almtuna Enköping/Elvan Norrtälje Roma Skultuna Surahammar Tierp Väsby Avesta Fagersta Forshaga Grums Guldsmedsh. Karlskoga Bofors Lindesberg Munkfors Viking Morgårdsh. Bäcken Boro/Landsbro Gislaved Hanhals HV71 Vänersborg Mariestad Mölndal Skövde Tibro Kenty Remo Vita Hästen Nyköping Tranås Vimmerby Åker Göta, Hammarby, Huddinge, Mälarhöjden/Västertorp og Nacka Halmstad Troja Oskarshamn Kallinge Malmö Mörrum Nybro Rögle Tyringe Växjö |
| Storviks IF                 | Storvik                    | Skultuna IS                | Skultuna                   | Boden Clemensnäs/Rönnskär Kiruna Luleå Kågedalen Medle Munksund/Skuthamn Piteå 🠕 Skellefteå Brunflo Granö Heffners/ Ortviken Järved Kramfors Nordingrå Teg Tunadal Örnsköldsvik Östersund Bollnäs Falun Gävle Godtemplare Hofors Ljusne Malung Storvik Strömsbro Säter Valbo Almtuna Enköping/Elvan Norrtälje Roma Skultuna Surahammar Tierp Väsby Avesta Fagersta Forshaga Grums Guldsmedsh. Karlskoga Bofors Lindesberg Munkfors Viking Morgårdsh. Bäcken Boro/Landsbro Gislaved Hanhals HV71 Vänersborg Mariestad Mölndal Skövde Tibro Kenty Remo Vita Hästen Nyköping Tranås Vimmerby Åker Göta, Hammarby, Huddinge, Mälarhöjden/Västertorp og Nacka Halmstad Troja Oskarshamn Kallinge Malmö Mörrum Nybro Rögle Tyringe Växjö |
| Strömsbro IF                | Gävle                      | Surahammars IF             | Surahammar                 | Boden Clemensnäs/Rönnskär Kiruna Luleå Kågedalen Medle Munksund/Skuthamn Piteå 🠕 Skellefteå Brunflo Granö Heffners/ Ortviken Järved Kramfors Nordingrå Teg Tunadal Örnsköldsvik Östersund Bollnäs Falun Gävle Godtemplare Hofors Ljusne Malung Storvik Strömsbro Säter Valbo Almtuna Enköping/Elvan Norrtälje Roma Skultuna Surahammar Tierp Väsby Avesta Fagersta Forshaga Grums Guldsmedsh. Karlskoga Bofors Lindesberg Munkfors Viking Morgårdsh. Bäcken Boro/Landsbro Gislaved Hanhals HV71 Vänersborg Mariestad Mölndal Skövde Tibro Kenty Remo Vita Hästen Nyköping Tranås Vimmerby Åker Göta, Hammarby, Huddinge, Mälarhöjden/Västertorp og Nacka Halmstad Troja Oskarshamn Kallinge Malmö Mörrum Nybro Rögle Tyringe Växjö |
| Säters IF                   | Säter                      | Tierps IF                  | Tierp                      | Boden Clemensnäs/Rönnskär Kiruna Luleå Kågedalen Medle Munksund/Skuthamn Piteå 🠕 Skellefteå Brunflo Granö Heffners/ Ortviken Järved Kramfors Nordingrå Teg Tunadal Örnsköldsvik Östersund Bollnäs Falun Gävle Godtemplare Hofors Ljusne Malung Storvik Strömsbro Säter Valbo Almtuna Enköping/Elvan Norrtälje Roma Skultuna Surahammar Tierp Väsby Avesta Fagersta Forshaga Grums Guldsmedsh. Karlskoga Bofors Lindesberg Munkfors Viking Morgårdsh. Bäcken Boro/Landsbro Gislaved Hanhals HV71 Vänersborg Mariestad Mölndal Skövde Tibro Kenty Remo Vita Hästen Nyköping Tranås Vimmerby Åker Göta, Hammarby, Huddinge, Mälarhöjden/Västertorp og Nacka Halmstad Troja Oskarshamn Kallinge Malmö Mörrum Nybro Rögle Tyringe Växjö |
| Valbo AIF                   | Valbo                      | Väsby IK                   | Upplands Väsby             | Boden Clemensnäs/Rönnskär Kiruna Luleå Kågedalen Medle Munksund/Skuthamn Piteå 🠕 Skellefteå Brunflo Granö Heffners/ Ortviken Järved Kramfors Nordingrå Teg Tunadal Örnsköldsvik Östersund Bollnäs Falun Gävle Godtemplare Hofors Ljusne Malung Storvik Strömsbro Säter Valbo Almtuna Enköping/Elvan Norrtälje Roma Skultuna Surahammar Tierp Väsby Avesta Fagersta Forshaga Grums Guldsmedsh. Karlskoga Bofors Lindesberg Munkfors Viking Morgårdsh. Bäcken Boro/Landsbro Gislaved Hanhals HV71 Vänersborg Mariestad Mölndal Skövde Tibro Kenty Remo Vita Hästen Nyköping Tranås Vimmerby Åker Göta, Hammarby, Huddinge, Mälarhöjden/Västertorp og Nacka Halmstad Troja Oskarshamn Kallinge Malmö Mörrum Nybro Rögle Tyringe Växjö |
| Vest                        |                            |                            |                            | Boden Clemensnäs/Rönnskär Kiruna Luleå Kågedalen Medle Munksund/Skuthamn Piteå 🠕 Skellefteå Brunflo Granö Heffners/ Ortviken Järved Kramfors Nordingrå Teg Tunadal Örnsköldsvik Östersund Bollnäs Falun Gävle Godtemplare Hofors Ljusne Malung Storvik Strömsbro Säter Valbo Almtuna Enköping/Elvan Norrtälje Roma Skultuna Surahammar Tierp Väsby Avesta Fagersta Forshaga Grums Guldsmedsh. Karlskoga Bofors Lindesberg Munkfors Viking Morgårdsh. Bäcken Boro/Landsbro Gislaved Hanhals HV71 Vänersborg Mariestad Mölndal Skövde Tibro Kenty Remo Vita Hästen Nyköping Tranås Vimmerby Åker Göta, Hammarby, Huddinge, Mälarhöjden/Västertorp og Nacka Halmstad Troja Oskarshamn Kallinge Malmö Mörrum Nybro Rögle Tyringe Växjö |
| Division II Vest A          | Division II Vest A         | Division II Vest B         | Division II Vest B         | Boden Clemensnäs/Rönnskär Kiruna Luleå Kågedalen Medle Munksund/Skuthamn Piteå 🠕 Skellefteå Brunflo Granö Heffners/ Ortviken Järved Kramfors Nordingrå Teg Tunadal Örnsköldsvik Östersund Bollnäs Falun Gävle Godtemplare Hofors Ljusne Malung Storvik Strömsbro Säter Valbo Almtuna Enköping/Elvan Norrtälje Roma Skultuna Surahammar Tierp Väsby Avesta Fagersta Forshaga Grums Guldsmedsh. Karlskoga Bofors Lindesberg Munkfors Viking Morgårdsh. Bäcken Boro/Landsbro Gislaved Hanhals HV71 Vänersborg Mariestad Mölndal Skövde Tibro Kenty Remo Vita Hästen Nyköping Tranås Vimmerby Åker Göta, Hammarby, Huddinge, Mälarhöjden/Västertorp og Nacka Halmstad Troja Oskarshamn Kallinge Malmö Mörrum Nybro Rögle Tyringe Växjö |
| Avesta BK                   | Avesta                     | BK Bäcken                  | Göteborg                   | Boden Clemensnäs/Rönnskär Kiruna Luleå Kågedalen Medle Munksund/Skuthamn Piteå 🠕 Skellefteå Brunflo Granö Heffners/ Ortviken Järved Kramfors Nordingrå Teg Tunadal Örnsköldsvik Östersund Bollnäs Falun Gävle Godtemplare Hofors Ljusne Malung Storvik Strömsbro Säter Valbo Almtuna Enköping/Elvan Norrtälje Roma Skultuna Surahammar Tierp Väsby Avesta Fagersta Forshaga Grums Guldsmedsh. Karlskoga Bofors Lindesberg Munkfors Viking Morgårdsh. Bäcken Boro/Landsbro Gislaved Hanhals HV71 Vänersborg Mariestad Mölndal Skövde Tibro Kenty Remo Vita Hästen Nyköping Tranås Vimmerby Åker Göta, Hammarby, Huddinge, Mälarhöjden/Västertorp og Nacka Halmstad Troja Oskarshamn Kallinge Malmö Mörrum Nybro Rögle Tyringe Växjö |
| Fagersta AIK                | Fagersta                   | Boro/Landsbro IF           | Landsbro                   | Boden Clemensnäs/Rönnskär Kiruna Luleå Kågedalen Medle Munksund/Skuthamn Piteå 🠕 Skellefteå Brunflo Granö Heffners/ Ortviken Järved Kramfors Nordingrå Teg Tunadal Örnsköldsvik Östersund Bollnäs Falun Gävle Godtemplare Hofors Ljusne Malung Storvik Strömsbro Säter Valbo Almtuna Enköping/Elvan Norrtälje Roma Skultuna Surahammar Tierp Väsby Avesta Fagersta Forshaga Grums Guldsmedsh. Karlskoga Bofors Lindesberg Munkfors Viking Morgårdsh. Bäcken Boro/Landsbro Gislaved Hanhals HV71 Vänersborg Mariestad Mölndal Skövde Tibro Kenty Remo Vita Hästen Nyköping Tranås Vimmerby Åker Göta, Hammarby, Huddinge, Mälarhöjden/Västertorp og Nacka Halmstad Troja Oskarshamn Kallinge Malmö Mörrum Nybro Rögle Tyringe Växjö |
| Forshaga IF                 | Forshaga                   | Gislaveds SK               | Gislaved                   | Boden Clemensnäs/Rönnskär Kiruna Luleå Kågedalen Medle Munksund/Skuthamn Piteå 🠕 Skellefteå Brunflo Granö Heffners/ Ortviken Järved Kramfors Nordingrå Teg Tunadal Örnsköldsvik Östersund Bollnäs Falun Gävle Godtemplare Hofors Ljusne Malung Storvik Strömsbro Säter Valbo Almtuna Enköping/Elvan Norrtälje Roma Skultuna Surahammar Tierp Väsby Avesta Fagersta Forshaga Grums Guldsmedsh. Karlskoga Bofors Lindesberg Munkfors Viking Morgårdsh. Bäcken Boro/Landsbro Gislaved Hanhals HV71 Vänersborg Mariestad Mölndal Skövde Tibro Kenty Remo Vita Hästen Nyköping Tranås Vimmerby Åker Göta, Hammarby, Huddinge, Mälarhöjden/Västertorp og Nacka Halmstad Troja Oskarshamn Kallinge Malmö Mörrum Nybro Rögle Tyringe Växjö |
| Grums IK                    | Grums                      | Hanhals BK                 | Kungsbacka                 | Boden Clemensnäs/Rönnskär Kiruna Luleå Kågedalen Medle Munksund/Skuthamn Piteå 🠕 Skellefteå Brunflo Granö Heffners/ Ortviken Järved Kramfors Nordingrå Teg Tunadal Örnsköldsvik Östersund Bollnäs Falun Gävle Godtemplare Hofors Ljusne Malung Storvik Strömsbro Säter Valbo Almtuna Enköping/Elvan Norrtälje Roma Skultuna Surahammar Tierp Väsby Avesta Fagersta Forshaga Grums Guldsmedsh. Karlskoga Bofors Lindesberg Munkfors Viking Morgårdsh. Bäcken Boro/Landsbro Gislaved Hanhals HV71 Vänersborg Mariestad Mölndal Skövde Tibro Kenty Remo Vita Hästen Nyköping Tranås Vimmerby Åker Göta, Hammarby, Huddinge, Mälarhöjden/Västertorp og Nacka Halmstad Troja Oskarshamn Kallinge Malmö Mörrum Nybro Rögle Tyringe Växjö |
| Guldsmedshytte SK           | Storå                      | HV71                       | Jönköping                  | Boden Clemensnäs/Rönnskär Kiruna Luleå Kågedalen Medle Munksund/Skuthamn Piteå 🠕 Skellefteå Brunflo Granö Heffners/ Ortviken Järved Kramfors Nordingrå Teg Tunadal Örnsköldsvik Östersund Bollnäs Falun Gävle Godtemplare Hofors Ljusne Malung Storvik Strömsbro Säter Valbo Almtuna Enköping/Elvan Norrtälje Roma Skultuna Surahammar Tierp Väsby Avesta Fagersta Forshaga Grums Guldsmedsh. Karlskoga Bofors Lindesberg Munkfors Viking Morgårdsh. Bäcken Boro/Landsbro Gislaved Hanhals HV71 Vänersborg Mariestad Mölndal Skövde Tibro Kenty Remo Vita Hästen Nyköping Tranås Vimmerby Åker Göta, Hammarby, Huddinge, Mälarhöjden/Västertorp og Nacka Halmstad Troja Oskarshamn Kallinge Malmö Mörrum Nybro Rögle Tyringe Växjö |
| IF Karlskoga/Bofors         | Karlskoga                  | IFK Vänersborg             | Vänersborg                 | Boden Clemensnäs/Rönnskär Kiruna Luleå Kågedalen Medle Munksund/Skuthamn Piteå 🠕 Skellefteå Brunflo Granö Heffners/ Ortviken Järved Kramfors Nordingrå Teg Tunadal Örnsköldsvik Östersund Bollnäs Falun Gävle Godtemplare Hofors Ljusne Malung Storvik Strömsbro Säter Valbo Almtuna Enköping/Elvan Norrtälje Roma Skultuna Surahammar Tierp Väsby Avesta Fagersta Forshaga Grums Guldsmedsh. Karlskoga Bofors Lindesberg Munkfors Viking Morgårdsh. Bäcken Boro/Landsbro Gislaved Hanhals HV71 Vänersborg Mariestad Mölndal Skövde Tibro Kenty Remo Vita Hästen Nyköping Tranås Vimmerby Åker Göta, Hammarby, Huddinge, Mälarhöjden/Västertorp og Nacka Halmstad Troja Oskarshamn Kallinge Malmö Mörrum Nybro Rögle Tyringe Växjö |
| IFK Lindesberg              | Lindesberg                 | Mariestad BoIS             | Mariestad                  | Boden Clemensnäs/Rönnskär Kiruna Luleå Kågedalen Medle Munksund/Skuthamn Piteå 🠕 Skellefteå Brunflo Granö Heffners/ Ortviken Järved Kramfors Nordingrå Teg Tunadal Örnsköldsvik Östersund Bollnäs Falun Gävle Godtemplare Hofors Ljusne Malung Storvik Strömsbro Säter Valbo Almtuna Enköping/Elvan Norrtälje Roma Skultuna Surahammar Tierp Väsby Avesta Fagersta Forshaga Grums Guldsmedsh. Karlskoga Bofors Lindesberg Munkfors Viking Morgårdsh. Bäcken Boro/Landsbro Gislaved Hanhals HV71 Vänersborg Mariestad Mölndal Skövde Tibro Kenty Remo Vita Hästen Nyköping Tranås Vimmerby Åker Göta, Hammarby, Huddinge, Mälarhöjden/Västertorp og Nacka Halmstad Troja Oskarshamn Kallinge Malmö Mörrum Nybro Rögle Tyringe Växjö |
| IFK Munkfors                | Munkfors                   | Mölndals IF                | Göteborg                   | Boden Clemensnäs/Rönnskär Kiruna Luleå Kågedalen Medle Munksund/Skuthamn Piteå 🠕 Skellefteå Brunflo Granö Heffners/ Ortviken Järved Kramfors Nordingrå Teg Tunadal Örnsköldsvik Östersund Bollnäs Falun Gävle Godtemplare Hofors Ljusne Malung Storvik Strömsbro Säter Valbo Almtuna Enköping/Elvan Norrtälje Roma Skultuna Surahammar Tierp Väsby Avesta Fagersta Forshaga Grums Guldsmedsh. Karlskoga Bofors Lindesberg Munkfors Viking Morgårdsh. Bäcken Boro/Landsbro Gislaved Hanhals HV71 Vänersborg Mariestad Mölndal Skövde Tibro Kenty Remo Vita Hästen Nyköping Tranås Vimmerby Åker Göta, Hammarby, Huddinge, Mälarhöjden/Västertorp og Nacka Halmstad Troja Oskarshamn Kallinge Malmö Mörrum Nybro Rögle Tyringe Växjö |
| IK Viking                   | Hagfors                    | Skövde IK                  | Skövde                     | Boden Clemensnäs/Rönnskär Kiruna Luleå Kågedalen Medle Munksund/Skuthamn Piteå 🠕 Skellefteå Brunflo Granö Heffners/ Ortviken Järved Kramfors Nordingrå Teg Tunadal Örnsköldsvik Östersund Bollnäs Falun Gävle Godtemplare Hofors Ljusne Malung Storvik Strömsbro Säter Valbo Almtuna Enköping/Elvan Norrtälje Roma Skultuna Surahammar Tierp Väsby Avesta Fagersta Forshaga Grums Guldsmedsh. Karlskoga Bofors Lindesberg Munkfors Viking Morgårdsh. Bäcken Boro/Landsbro Gislaved Hanhals HV71 Vänersborg Mariestad Mölndal Skövde Tibro Kenty Remo Vita Hästen Nyköping Tranås Vimmerby Åker Göta, Hammarby, Huddinge, Mälarhöjden/Västertorp og Nacka Halmstad Troja Oskarshamn Kallinge Malmö Mörrum Nybro Rögle Tyringe Växjö |
| Morgårdshammars IF          | Smedjebacken               | Tibro IK                   | Tibro                      | Boden Clemensnäs/Rönnskär Kiruna Luleå Kågedalen Medle Munksund/Skuthamn Piteå 🠕 Skellefteå Brunflo Granö Heffners/ Ortviken Järved Kramfors Nordingrå Teg Tunadal Örnsköldsvik Östersund Bollnäs Falun Gävle Godtemplare Hofors Ljusne Malung Storvik Strömsbro Säter Valbo Almtuna Enköping/Elvan Norrtälje Roma Skultuna Surahammar Tierp Väsby Avesta Fagersta Forshaga Grums Guldsmedsh. Karlskoga Bofors Lindesberg Munkfors Viking Morgårdsh. Bäcken Boro/Landsbro Gislaved Hanhals HV71 Vänersborg Mariestad Mölndal Skövde Tibro Kenty Remo Vita Hästen Nyköping Tranås Vimmerby Åker Göta, Hammarby, Huddinge, Mälarhöjden/Västertorp og Nacka Halmstad Troja Oskarshamn Kallinge Malmö Mörrum Nybro Rögle Tyringe Växjö |
| Syd                         |                            |                            |                            | Boden Clemensnäs/Rönnskär Kiruna Luleå Kågedalen Medle Munksund/Skuthamn Piteå 🠕 Skellefteå Brunflo Granö Heffners/ Ortviken Järved Kramfors Nordingrå Teg Tunadal Örnsköldsvik Östersund Bollnäs Falun Gävle Godtemplare Hofors Ljusne Malung Storvik Strömsbro Säter Valbo Almtuna Enköping/Elvan Norrtälje Roma Skultuna Surahammar Tierp Väsby Avesta Fagersta Forshaga Grums Guldsmedsh. Karlskoga Bofors Lindesberg Munkfors Viking Morgårdsh. Bäcken Boro/Landsbro Gislaved Hanhals HV71 Vänersborg Mariestad Mölndal Skövde Tibro Kenty Remo Vita Hästen Nyköping Tranås Vimmerby Åker Göta, Hammarby, Huddinge, Mälarhöjden/Västertorp og Nacka Halmstad Troja Oskarshamn Kallinge Malmö Mörrum Nybro Rögle Tyringe Växjö |
| Division II Syd A           | Division II Syd A          | Division II Syd B          | Division II Syd B          | Boden Clemensnäs/Rönnskär Kiruna Luleå Kågedalen Medle Munksund/Skuthamn Piteå 🠕 Skellefteå Brunflo Granö Heffners/ Ortviken Järved Kramfors Nordingrå Teg Tunadal Örnsköldsvik Östersund Bollnäs Falun Gävle Godtemplare Hofors Ljusne Malung Storvik Strömsbro Säter Valbo Almtuna Enköping/Elvan Norrtälje Roma Skultuna Surahammar Tierp Väsby Avesta Fagersta Forshaga Grums Guldsmedsh. Karlskoga Bofors Lindesberg Munkfors Viking Morgårdsh. Bäcken Boro/Landsbro Gislaved Hanhals HV71 Vänersborg Mariestad Mölndal Skövde Tibro Kenty Remo Vita Hästen Nyköping Tranås Vimmerby Åker Göta, Hammarby, Huddinge, Mälarhöjden/Västertorp og Nacka Halmstad Troja Oskarshamn Kallinge Malmö Mörrum Nybro Rögle Tyringe Växjö |
| BK Kenty                    | Linköping                  | Halmstads HK               | Halmstad                   | Boden Clemensnäs/Rönnskär Kiruna Luleå Kågedalen Medle Munksund/Skuthamn Piteå 🠕 Skellefteå Brunflo Granö Heffners/ Ortviken Järved Kramfors Nordingrå Teg Tunadal Örnsköldsvik Östersund Bollnäs Falun Gävle Godtemplare Hofors Ljusne Malung Storvik Strömsbro Säter Valbo Almtuna Enköping/Elvan Norrtälje Roma Skultuna Surahammar Tierp Väsby Avesta Fagersta Forshaga Grums Guldsmedsh. Karlskoga Bofors Lindesberg Munkfors Viking Morgårdsh. Bäcken Boro/Landsbro Gislaved Hanhals HV71 Vänersborg Mariestad Mölndal Skövde Tibro Kenty Remo Vita Hästen Nyköping Tranås Vimmerby Åker Göta, Hammarby, Huddinge, Mälarhöjden/Västertorp og Nacka Halmstad Troja Oskarshamn Kallinge Malmö Mörrum Nybro Rögle Tyringe Växjö |
| BK Remo                     | Södertälje                 | IF Troja                   | Ljungby                    | Boden Clemensnäs/Rönnskär Kiruna Luleå Kågedalen Medle Munksund/Skuthamn Piteå 🠕 Skellefteå Brunflo Granö Heffners/ Ortviken Järved Kramfors Nordingrå Teg Tunadal Örnsköldsvik Östersund Bollnäs Falun Gävle Godtemplare Hofors Ljusne Malung Storvik Strömsbro Säter Valbo Almtuna Enköping/Elvan Norrtälje Roma Skultuna Surahammar Tierp Väsby Avesta Fagersta Forshaga Grums Guldsmedsh. Karlskoga Bofors Lindesberg Munkfors Viking Morgårdsh. Bäcken Boro/Landsbro Gislaved Hanhals HV71 Vänersborg Mariestad Mölndal Skövde Tibro Kenty Remo Vita Hästen Nyköping Tranås Vimmerby Åker Göta, Hammarby, Huddinge, Mälarhöjden/Västertorp og Nacka Halmstad Troja Oskarshamn Kallinge Malmö Mörrum Nybro Rögle Tyringe Växjö |
| Huddinge IK                 | Stockholm                  | IK 70 Oskarshamn           | Oskarshamn                 | Boden Clemensnäs/Rönnskär Kiruna Luleå Kågedalen Medle Munksund/Skuthamn Piteå 🠕 Skellefteå Brunflo Granö Heffners/ Ortviken Järved Kramfors Nordingrå Teg Tunadal Örnsköldsvik Östersund Bollnäs Falun Gävle Godtemplare Hofors Ljusne Malung Storvik Strömsbro Säter Valbo Almtuna Enköping/Elvan Norrtälje Roma Skultuna Surahammar Tierp Väsby Avesta Fagersta Forshaga Grums Guldsmedsh. Karlskoga Bofors Lindesberg Munkfors Viking Morgårdsh. Bäcken Boro/Landsbro Gislaved Hanhals HV71 Vänersborg Mariestad Mölndal Skövde Tibro Kenty Remo Vita Hästen Nyköping Tranås Vimmerby Åker Göta, Hammarby, Huddinge, Mälarhöjden/Västertorp og Nacka Halmstad Troja Oskarshamn Kallinge Malmö Mörrum Nybro Rögle Tyringe Växjö |
| IK Vita Hästen              | Norrköping                 | Kallinge SK                | Kallinge                   | Boden Clemensnäs/Rönnskär Kiruna Luleå Kågedalen Medle Munksund/Skuthamn Piteå 🠕 Skellefteå Brunflo Granö Heffners/ Ortviken Järved Kramfors Nordingrå Teg Tunadal Örnsköldsvik Östersund Bollnäs Falun Gävle Godtemplare Hofors Ljusne Malung Storvik Strömsbro Säter Valbo Almtuna Enköping/Elvan Norrtälje Roma Skultuna Surahammar Tierp Väsby Avesta Fagersta Forshaga Grums Guldsmedsh. Karlskoga Bofors Lindesberg Munkfors Viking Morgårdsh. Bäcken Boro/Landsbro Gislaved Hanhals HV71 Vänersborg Mariestad Mölndal Skövde Tibro Kenty Remo Vita Hästen Nyköping Tranås Vimmerby Åker Göta, Hammarby, Huddinge, Mälarhöjden/Västertorp og Nacka Halmstad Troja Oskarshamn Kallinge Malmö Mörrum Nybro Rögle Tyringe Växjö |
| Mälarhöjden/Västertorps BIK | Stockholm                  | Malmö IF                   | Malmö                      | Boden Clemensnäs/Rönnskär Kiruna Luleå Kågedalen Medle Munksund/Skuthamn Piteå 🠕 Skellefteå Brunflo Granö Heffners/ Ortviken Järved Kramfors Nordingrå Teg Tunadal Örnsköldsvik Östersund Bollnäs Falun Gävle Godtemplare Hofors Ljusne Malung Storvik Strömsbro Säter Valbo Almtuna Enköping/Elvan Norrtälje Roma Skultuna Surahammar Tierp Väsby Avesta Fagersta Forshaga Grums Guldsmedsh. Karlskoga Bofors Lindesberg Munkfors Viking Morgårdsh. Bäcken Boro/Landsbro Gislaved Hanhals HV71 Vänersborg Mariestad Mölndal Skövde Tibro Kenty Remo Vita Hästen Nyköping Tranås Vimmerby Åker Göta, Hammarby, Huddinge, Mälarhöjden/Västertorp og Nacka Halmstad Troja Oskarshamn Kallinge Malmö Mörrum Nybro Rögle Tyringe Växjö |
| Nacka SK                    | Stockholm                  | Mörrums GoIS               | Mörrum                     | Boden Clemensnäs/Rönnskär Kiruna Luleå Kågedalen Medle Munksund/Skuthamn Piteå 🠕 Skellefteå Brunflo Granö Heffners/ Ortviken Järved Kramfors Nordingrå Teg Tunadal Örnsköldsvik Östersund Bollnäs Falun Gävle Godtemplare Hofors Ljusne Malung Storvik Strömsbro Säter Valbo Almtuna Enköping/Elvan Norrtälje Roma Skultuna Surahammar Tierp Väsby Avesta Fagersta Forshaga Grums Guldsmedsh. Karlskoga Bofors Lindesberg Munkfors Viking Morgårdsh. Bäcken Boro/Landsbro Gislaved Hanhals HV71 Vänersborg Mariestad Mölndal Skövde Tibro Kenty Remo Vita Hästen Nyköping Tranås Vimmerby Åker Göta, Hammarby, Huddinge, Mälarhöjden/Västertorp og Nacka Halmstad Troja Oskarshamn Kallinge Malmö Mörrum Nybro Rögle Tyringe Växjö |
| Nyköpings BIS               | Nyköping                   | Nybro IF                   | Nybro                      | Boden Clemensnäs/Rönnskär Kiruna Luleå Kågedalen Medle Munksund/Skuthamn Piteå 🠕 Skellefteå Brunflo Granö Heffners/ Ortviken Järved Kramfors Nordingrå Teg Tunadal Örnsköldsvik Östersund Bollnäs Falun Gävle Godtemplare Hofors Ljusne Malung Storvik Strömsbro Säter Valbo Almtuna Enköping/Elvan Norrtälje Roma Skultuna Surahammar Tierp Väsby Avesta Fagersta Forshaga Grums Guldsmedsh. Karlskoga Bofors Lindesberg Munkfors Viking Morgårdsh. Bäcken Boro/Landsbro Gislaved Hanhals HV71 Vänersborg Mariestad Mölndal Skövde Tibro Kenty Remo Vita Hästen Nyköping Tranås Vimmerby Åker Göta, Hammarby, Huddinge, Mälarhöjden/Västertorp og Nacka Halmstad Troja Oskarshamn Kallinge Malmö Mörrum Nybro Rögle Tyringe Växjö |
| Tranås AIF                  | Tranås                     | Rögle BK                   | Ängelholm                  | Boden Clemensnäs/Rönnskär Kiruna Luleå Kågedalen Medle Munksund/Skuthamn Piteå 🠕 Skellefteå Brunflo Granö Heffners/ Ortviken Järved Kramfors Nordingrå Teg Tunadal Örnsköldsvik Östersund Bollnäs Falun Gävle Godtemplare Hofors Ljusne Malung Storvik Strömsbro Säter Valbo Almtuna Enköping/Elvan Norrtälje Roma Skultuna Surahammar Tierp Väsby Avesta Fagersta Forshaga Grums Guldsmedsh. Karlskoga Bofors Lindesberg Munkfors Viking Morgårdsh. Bäcken Boro/Landsbro Gislaved Hanhals HV71 Vänersborg Mariestad Mölndal Skövde Tibro Kenty Remo Vita Hästen Nyköping Tranås Vimmerby Åker Göta, Hammarby, Huddinge, Mälarhöjden/Västertorp og Nacka Halmstad Troja Oskarshamn Kallinge Malmö Mörrum Nybro Rögle Tyringe Växjö |
| Vimmerby IF                 | Vimmerby                   | Tyringe SoSS               | Tyringe                    | Boden Clemensnäs/Rönnskär Kiruna Luleå Kågedalen Medle Munksund/Skuthamn Piteå 🠕 Skellefteå Brunflo Granö Heffners/ Ortviken Järved Kramfors Nordingrå Teg Tunadal Örnsköldsvik Östersund Bollnäs Falun Gävle Godtemplare Hofors Ljusne Malung Storvik Strömsbro Säter Valbo Almtuna Enköping/Elvan Norrtälje Roma Skultuna Surahammar Tierp Väsby Avesta Fagersta Forshaga Grums Guldsmedsh. Karlskoga Bofors Lindesberg Munkfors Viking Morgårdsh. Bäcken Boro/Landsbro Gislaved Hanhals HV71 Vänersborg Mariestad Mölndal Skövde Tibro Kenty Remo Vita Hästen Nyköping Tranås Vimmerby Åker Göta, Hammarby, Huddinge, Mälarhöjden/Västertorp og Nacka Halmstad Troja Oskarshamn Kallinge Malmö Mörrum Nybro Rögle Tyringe Växjö |
| Åkers IF                    | Åkers Styckebruk           | Växjö HC                   | Växjö                      | Boden Clemensnäs/Rönnskär Kiruna Luleå Kågedalen Medle Munksund/Skuthamn Piteå 🠕 Skellefteå Brunflo Granö Heffners/ Ortviken Järved Kramfors Nordingrå Teg Tunadal Örnsköldsvik Östersund Bollnäs Falun Gävle Godtemplare Hofors Ljusne Malung Storvik Strömsbro Säter Valbo Almtuna Enköping/Elvan Norrtälje Roma Skultuna Surahammar Tierp Väsby Avesta Fagersta Forshaga Grums Guldsmedsh. Karlskoga Bofors Lindesberg Munkfors Viking Morgårdsh. Bäcken Boro/Landsbro Gislaved Hanhals HV71 Vänersborg Mariestad Mölndal Skövde Tibro Kenty Remo Vita Hästen Nyköping Tranås Vimmerby Åker Göta, Hammarby, Huddinge, Mälarhöjden/Västertorp og Nacka Halmstad Troja Oskarshamn Kallinge Malmö Mörrum Nybro Rögle Tyringe Växjö |

### Division II Nord A
| \| Nr \| Hold \| K \| V \| U \| T \| Mf \| \| Mi \| +/- \| P \| \| -- \| ------------------------- \| -- \| -- \| - \| -- \| --- \| - \| --- \| ---- \| ------------------------------------ \| \| 1 \| Skellefteå AIK (N) \| 24 \| 22 \| 2 \| 0 \| 207 \| – \| 63 \| +144 \| 46Oprykningsspil \| \| 2 \| Piteå IF \| 24 \| 17 \| 2 \| 5 \| 170 \| – \| 78 \| +92 \| 36 \| \| 3 \| Clemensnäs/Rönnskärs IF \| 24 \| 14 \| 3 \| 7 \| 117 \| – \| 81 \| +36 \| 31 \| \| 4 \| Medle SK \| 24 \| 14 \| 0 \| 10 \| 103 \| – \| 76 \| +27 \| 28 \| \| 5 \| IFK Kiruna \| 24 \| 13 \| 1 \| 10 \| 106 \| – \| 106 \| 0 \| 27 \| \| 6 \| IFK Luleå \| 24 \| 11 \| 0 \| 13 \| 123 \| – \| 122 \| +1 \| 22 \| \| 7 \| Bodens BK \| 24 \| 9 \| 1 \| 14 \| 90 \| – \| 101 \| −11 \| 19 \| \| 8 \| Kågedalens AIF \| 24 \| 2 \| 0 \| 22 \| 78 \| – \| 235 \| −157 \| 4Nedrykning til Division III 1974-75 \| \| 9 \| Munksund/Skuthamns SK (O) \| 24 \| 1 \| 1 \| 22 \| 71 \| – \| 203 \| −132 \| 3Nedrykning til Division III 1974-75 \| K: Kampe spillet, V: Vundne kampe, U: Uafgjorte kampe, T: Tabte kampe, Mf: Mål for, Mi: Mål imod, +/-: Måldifference, P: Point |                           |    |    |   |    |     |   |     |      |                                      |
| Nr | Hold                      | K  | V  | U | T  | Mf  |   | Mi  | +/-  | P                                    |
| 1 | Skellefteå AIK (N)        | 24 | 22 | 2 | 0  | 207 | – | 63  | +144 | 46Oprykningsspil                     |
| 2 | Piteå IF                  | 24 | 17 | 2 | 5  | 170 | – | 78  | +92  | 36                                   |
| 3 | Clemensnäs/Rönnskärs IF   | 24 | 14 | 3 | 7  | 117 | – | 81  | +36  | 31                                   |
| 4 | Medle SK                  | 24 | 14 | 0 | 10 | 103 | – | 76  | +27  | 28                                   |
| 5 | IFK Kiruna                | 24 | 13 | 1 | 10 | 106 | – | 106 | 0    | 27                                   |
| 6 | IFK Luleå                 | 24 | 11 | 0 | 13 | 123 | – | 122 | +1   | 22                                   |
| 7 | Bodens BK                 | 24 | 9  | 1 | 14 | 90  | – | 101 | −11  | 19                                   |
| 8 | Kågedalens AIF            | 24 | 2  | 0 | 22 | 78  | – | 235 | −157 | 4Nedrykning til Division III 1974-75 |
| 9 | Munksund/Skuthamns SK (O) | 24 | 1  | 1 | 22 | 71  | – | 203 | −132 | 3Nedrykning til Division III 1974-75 |

### Division II Nord B
| \| Nr \| Hold \| K \| V \| U \| T \| Mf \| \| Mi \| +/- \| P \| \| -- \| ---------------------- \| -- \| -- \| - \| -- \| --- \| - \| --- \| --- \| ------------------------------------ \| \| 1 \| Järveds IF \| 18 \| 13 \| 3 \| 2 \| 87 \| – \| 48 \| +39 \| 29Oprykningsspil \| \| 2 \| Heffners/Ortvikens IF \| 18 \| 12 \| 2 \| 4 \| 99 \| – \| 61 \| +38 \| 26 \| \| 3 \| Tegs SK \| 18 \| 12 \| 1 \| 5 \| 116 \| – \| 53 \| +63 \| 25 \| \| 4 \| Tunadals IF \| 18 \| 12 \| 0 \| 6 \| 133 \| – \| 65 \| +68 \| 24 \| \| 5 \| Örnsköldsviks SK \| 18 \| 10 \| 1 \| 7 \| 80 \| – \| 86 \| −6 \| 21 \| \| 6 \| Östersunds IK \| 18 \| 8 \| 2 \| 8 \| 71 \| – \| 78 \| −7 \| 18 \| \| 7 \| Granö IF \| 18 \| 5 \| 2 \| 11 \| 68 \| – \| 96 \| −28 \| 12 \| \| 8 \| Kramfors-Alliansen (O) \| 18 \| 3 \| 3 \| 12 \| 56 \| – \| 89 \| −33 \| 9 \| \| 9 \| Brunflo IF (O) \| 18 \| 4 \| 1 \| 13 \| 58 \| – \| 123 \| −65 \| 9Nedrykning til Division III 1974-75 \| \| 10 \| Nordingrå SK \| 18 \| 3 \| 1 \| 14 \| 48 \| – \| 117 \| −69 \| 7Nedrykning til Division III 1974-75 \| K: Kampe spillet, V: Vundne kampe, U: Uafgjorte kampe, T: Tabte kampe, Mf: Mål for, Mi: Mål imod, +/-: Måldifference, P: Point |                        |    |    |   |    |     |   |     |     |                                      |
| Nr | Hold                   | K  | V  | U | T  | Mf  |   | Mi  | +/- | P                                    |
| 1 | Järveds IF             | 18 | 13 | 3 | 2  | 87  | – | 48  | +39 | 29Oprykningsspil                     |
| 2 | Heffners/Ortvikens IF  | 18 | 12 | 2 | 4  | 99  | – | 61  | +38 | 26                                   |
| 3 | Tegs SK                | 18 | 12 | 1 | 5  | 116 | – | 53  | +63 | 25                                   |
| 4 | Tunadals IF            | 18 | 12 | 0 | 6  | 133 | – | 65  | +68 | 24                                   |
| 5 | Örnsköldsviks SK       | 18 | 10 | 1 | 7  | 80  | – | 86  | −6  | 21                                   |
| 6 | Östersunds IK          | 18 | 8  | 2 | 8  | 71  | – | 78  | −7  | 18                                   |
| 7 | Granö IF               | 18 | 5  | 2 | 11 | 68  | – | 96  | −28 | 12                                   |
| 8 | Kramfors-Alliansen (O) | 18 | 3  | 3 | 12 | 56  | – | 89  | −33 | 9                                    |
| 9 | Brunflo IF (O)         | 18 | 4  | 1 | 13 | 58  | – | 123 | −65 | 9Nedrykning til Division III 1974-75 |
| 10 | Nordingrå SK           | 18 | 3  | 1 | 14 | 48  | – | 117 | −69 | 7Nedrykning til Division III 1974-75 |

### Division II Øst A
| \| Nr \| Hold \| K \| V \| U \| T \| Mf \| \| Mi \| +/- \| P \| \| -- \| --------------------- \| -- \| -- \| - \| -- \| --- \| - \| --- \| --- \| ------------------------------------- \| \| 1 \| Strömsbro IF \| 18 \| 13 \| 1 \| 4 \| 124 \| – \| 68 \| +56 \| 27Oprykningsspil \| \| 2 \| Gävle Godtemplares IK \| 18 \| 13 \| 0 \| 5 \| 111 \| – \| 66 \| +45 \| 26 \| \| 3 \| Bollnäs IS \| 18 \| 13 \| 0 \| 5 \| 96 \| – \| 56 \| +40 \| 26 \| \| 4 \| Falu IF \| 18 \| 9 \| 3 \| 6 \| 103 \| – \| 84 \| +19 \| 21 \| \| 5 \| Hofors IK \| 18 \| 9 \| 2 \| 7 \| 79 \| – \| 68 \| +11 \| 20 \| \| 6 \| Malungs IF \| 18 \| 7 \| 3 \| 8 \| 85 \| – \| 82 \| +3 \| 17 \| \| 7 \| Ljusne AIK \| 18 \| 6 \| 1 \| 11 \| 66 \| – \| 106 \| −40 \| 13 \| \| 8 \| Storviks IF \| 18 \| 6 \| 0 \| 12 \| 73 \| – \| 107 \| −34 \| 12 \| \| 9 \| Valbo AIF (O) \| 18 \| 4 \| 2 \| 12 \| 59 \| – \| 113 \| −54 \| 10Nedrykning til Division III 1974-75 \| \| 10 \| Säters IF (O) \| 18 \| 3 \| 2 \| 13 \| 60 \| – \| 106 \| −46 \| 8Nedrykning til Division III 1974-75 \| K: Kampe spillet, V: Vundne kampe, U: Uafgjorte kampe, T: Tabte kampe, Mf: Mål for, Mi: Mål imod, +/-: Måldifference, P: Point |                       |    |    |   |    |     |   |     |     |                                       |
| Nr | Hold                  | K  | V  | U | T  | Mf  |   | Mi  | +/- | P                                     |
| 1 | Strömsbro IF          | 18 | 13 | 1 | 4  | 124 | – | 68  | +56 | 27Oprykningsspil                      |
| 2 | Gävle Godtemplares IK | 18 | 13 | 0 | 5  | 111 | – | 66  | +45 | 26                                    |
| 3 | Bollnäs IS            | 18 | 13 | 0 | 5  | 96  | – | 56  | +40 | 26                                    |
| 4 | Falu IF               | 18 | 9  | 3 | 6  | 103 | – | 84  | +19 | 21                                    |
| 5 | Hofors IK             | 18 | 9  | 2 | 7  | 79  | – | 68  | +11 | 20                                    |
| 6 | Malungs IF            | 18 | 7  | 3 | 8  | 85  | – | 82  | +3  | 17                                    |
| 7 | Ljusne AIK            | 18 | 6  | 1 | 11 | 66  | – | 106 | −40 | 13                                    |
| 8 | Storviks IF           | 18 | 6  | 0 | 12 | 73  | – | 107 | −34 | 12                                    |
| 9 | Valbo AIF (O)         | 18 | 4  | 2 | 12 | 59  | – | 113 | −54 | 10Nedrykning til Division III 1974-75 |
| 10 | Säters IF (O)         | 18 | 3  | 2 | 13 | 60  | – | 106 | −46 | 8Nedrykning til Division III 1974-75  |

### Division II Øst B
| \| Nr \| Hold \| K \| V \| U \| T \| Mf \| \| Mi \| +/- \| P \| \| -- \| --------------------- \| -- \| -- \| - \| -- \| --- \| - \| -- \| --- \| ------------------------------------- \| \| 1 \| Surahammars IF \| 18 \| 13 \| 4 \| 1 \| 113 \| – \| 59 \| +54 \| 30Oprykningsspil \| \| 2 \| Hammarby IF \| 18 \| 13 \| 3 \| 2 \| 83 \| – \| 55 \| +28 \| 29 \| \| 3 \| Almtuna IS \| 18 \| 11 \| 0 \| 7 \| 77 \| – \| 76 \| +1 \| 22 \| \| 4 \| Väsby IK \| 18 \| 10 \| 1 \| 7 \| 90 \| – \| 67 \| +23 \| 21 \| \| 5 \| Tierps IF (O) \| 18 \| 9 \| 3 \| 6 \| 70 \| – \| 74 \| −4 \| 21 \| \| 6 \| Norrtälje IK \| 18 \| 4 \| 7 \| 7 \| 43 \| – \| 55 \| −12 \| 15 \| \| 7 \| Roma IF (O) \| 18 \| 5 \| 3 \| 10 \| 54 \| – \| 72 \| −18 \| 13 \| \| 8 \| Enköpings SK/SK Elvan \| 18 \| 4 \| 4 \| 10 \| 48 \| – \| 63 \| −15 \| 12 \| \| 9 \| Skultuna IS \| 18 \| 3 \| 4 \| 11 \| 58 \| – \| 85 \| −27 \| 10Nedrykning til Division III 1974-75 \| \| 10 \| IK Göta \| 18 \| 2 \| 3 \| 13 \| 56 \| – \| 86 \| −30 \| 7Nedrykning til Division III 1974-75 \| K: Kampe spillet, V: Vundne kampe, U: Uafgjorte kampe, T: Tabte kampe, Mf: Mål for, Mi: Mål imod, +/-: Måldifference, P: Point |                       |    |    |   |    |     |   |    |     |                                       |
| Nr | Hold                  | K  | V  | U | T  | Mf  |   | Mi | +/- | P                                     |
| 1 | Surahammars IF        | 18 | 13 | 4 | 1  | 113 | – | 59 | +54 | 30Oprykningsspil                      |
| 2 | Hammarby IF           | 18 | 13 | 3 | 2  | 83  | – | 55 | +28 | 29                                    |
| 3 | Almtuna IS            | 18 | 11 | 0 | 7  | 77  | – | 76 | +1  | 22                                    |
| 4 | Väsby IK              | 18 | 10 | 1 | 7  | 90  | – | 67 | +23 | 21                                    |
| 5 | Tierps IF (O)         | 18 | 9  | 3 | 6  | 70  | – | 74 | −4  | 21                                    |
| 6 | Norrtälje IK          | 18 | 4  | 7 | 7  | 43  | – | 55 | −12 | 15                                    |
| 7 | Roma IF (O)           | 18 | 5  | 3 | 10 | 54  | – | 72 | −18 | 13                                    |
| 8 | Enköpings SK/SK Elvan | 18 | 4  | 4 | 10 | 48  | – | 63 | −15 | 12                                    |
| 9 | Skultuna IS           | 18 | 3  | 4 | 11 | 58  | – | 85 | −27 | 10Nedrykning til Division III 1974-75 |
| 10 | IK Göta               | 18 | 2  | 3 | 13 | 56  | – | 86 | −30 | 7Nedrykning til Division III 1974-75  |

### Division II Vest A
| \| Nr \| Hold \| K \| V \| U \| T \| Mf \| \| Mi \| +/- \| P \| \| -- \| ----------------------- \| -- \| -- \| - \| -- \| --- \| - \| -- \| --- \| ------------------------------------- \| \| 1 \| IF Karlskoga/Bofors (N) \| 18 \| 16 \| 1 \| 1 \| 140 \| – \| 50 \| +90 \| 33Oprykningsspil \| \| 2 \| Grums IK \| 18 \| 13 \| 3 \| 2 \| 116 \| – \| 56 \| +60 \| 29 \| \| 3 \| Fagersta AIK \| 18 \| 11 \| 0 \| 7 \| 105 \| – \| 74 \| +31 \| 22 \| \| 4 \| Forshaga IF \| 18 \| 7 \| 2 \| 9 \| 59 \| – \| 75 \| −16 \| 16 \| \| 5 \| Morgårdshammars IF \| 18 \| 8 \| 0 \| 10 \| 76 \| – \| 97 \| −21 \| 16 \| \| 6 \| Avesta BK \| 18 \| 6 \| 3 \| 9 \| 63 \| – \| 76 \| −13 \| 15 \| \| 7 \| IK Viking \| 18 \| 7 \| 1 \| 10 \| 52 \| – \| 79 \| −27 \| 15 \| \| 8 \| IFK Lindesberg \| 18 \| 7 \| 1 \| 10 \| 62 \| – \| 93 \| −31 \| 15 \| \| 9 \| IFK Munkfors (O) \| 18 \| 5 \| 1 \| 12 \| 58 \| – \| 90 \| −32 \| 11Nedrykning til Division III 1974-75 \| \| 10 \| Guldsmedshytte SK \| 18 \| 3 \| 2 \| 13 \| 50 \| – \| 91 \| −41 \| 8Nedrykning til Division III 1974-75 \| K: Kampe spillet, V: Vundne kampe, U: Uafgjorte kampe, T: Tabte kampe, Mf: Mål for, Mi: Mål imod, +/-: Måldifference, P: Point |                         |    |    |   |    |     |   |    |     |                                       |
| Nr | Hold                    | K  | V  | U | T  | Mf  |   | Mi | +/- | P                                     |
| 1 | IF Karlskoga/Bofors (N) | 18 | 16 | 1 | 1  | 140 | – | 50 | +90 | 33Oprykningsspil                      |
| 2 | Grums IK                | 18 | 13 | 3 | 2  | 116 | – | 56 | +60 | 29                                    |
| 3 | Fagersta AIK            | 18 | 11 | 0 | 7  | 105 | – | 74 | +31 | 22                                    |
| 4 | Forshaga IF             | 18 | 7  | 2 | 9  | 59  | – | 75 | −16 | 16                                    |
| 5 | Morgårdshammars IF      | 18 | 8  | 0 | 10 | 76  | – | 97 | −21 | 16                                    |
| 6 | Avesta BK               | 18 | 6  | 3 | 9  | 63  | – | 76 | −13 | 15                                    |
| 7 | IK Viking               | 18 | 7  | 1 | 10 | 52  | – | 79 | −27 | 15                                    |
| 8 | IFK Lindesberg          | 18 | 7  | 1 | 10 | 62  | – | 93 | −31 | 15                                    |
| 9 | IFK Munkfors (O)        | 18 | 5  | 1 | 12 | 58  | – | 90 | −32 | 11Nedrykning til Division III 1974-75 |
| 10 | Guldsmedshytte SK       | 18 | 3  | 2 | 13 | 50  | – | 91 | −41 | 8Nedrykning til Division III 1974-75  |

#### Kampe
| Avesta BK           | Morgårdshammars IF  | 2–1   |
| IFK Munkfors        | IF Karlskoga/Bofors | 0–3   |
| Fagersta AIK        | IK Viking           | 4–2   |
| Forshaga IF         | IFK Lindesberg      | 5–3   |
| Guldsmedshytte SK   | Grums IK            | 1–8   |
| IF Karlskoga/Bofors | Guldsmedshytte SK   | 5–3   |
| Grums IK            | Forshaga IF         | 3–6   |
| IFK Lindesberg      | Fagersta AIK        | 4–3   |
| IK Viking           | Avesta BK           | 4–3   |
| Morgårdshammars IF  | IFK Munkfors        | 8–5   |
| Avesta BK           | IFK Lindesberg      | 5–7   |
| Fagersta AIK        | Grums IK            | 14–31 |
| Forshaga IF         | IF Karlskoga/Bofors | 1–4   |
| Guldsmedshytte SK   | IFK Munkfors        | 3–4   |
| IK Viking           | Morgårdshammars IF  | 4–5   |
| Morgårdshammars IF  | Guldsmedshytte SK   | 3–2   |
| IFK Munkfors        | Forshaga IF         | 5–1   |
| IF Karlskoga/Bofors | Fagersta AIK        | 14–31 |
| Grums IK            | Avesta BK           | 9–3   |
| IFK Lindesberg      | IK Viking           | 3–2   |
| Avesta BK           | IF Karlskoga/Bofors | 1–5   |
| Fagersta AIK        | Morgårdshammars IF  | 8–1   |
| Forshaga IF         | Guldsmedshytte SK   | 4–3   |
| IFK Lindesberg      | IFK Munkfors        | 6–2   |
| IK Viking           | Grums IK            | 01–10 |
| Guldsmedshytte SK   | Fagersta AIK        | 4–2   |
| IFK Munkfors        | Avesta BK           | 6–4   |
| IF Karlskoga/Bofors | IK Viking           | 10–41 |
| Grums IK            | IFK Lindesberg      | 5–4   |
| Morgårdshammars IF  | Forshaga IF         | 14–71 |
| Avesta BK           | Guldsmedshytte SK   | 4–2   |
| Fagersta AIK        | Forshaga IF         | 7–4   |
| Grums IK            | Morgårdshammars IF  | 11–11 |
| IFK Lindesberg      | IF Karlskoga/Bofors | 4–5   |
| IK Viking           | IFK Munkfors        | 6–1   |
| Morgårdshammars IF  | IFK Lindesberg      | 4–5   |
| Forshaga IF         | Avesta BK           | 3–3   |
| Guldsmedshytte SK   | IK Viking           | 4–1   |
| IFK Munkfors        | Fagersta AIK        | 4–6   |
| IF Karlskoga/Bofors | Grums IK            | 3–9   |
| Avesta BK           | Fagersta AIK        | 5–4   |
| IF Karlskoga/Bofors | Morgårdshammars IF  | 14–21 |
| Grums IK            | IFK Munkfors        | 4–1   |
| IFK Lindesberg      | Guldsmedshytte SK   | 2–2   |
| IK Viking           | Forshaga IF         | 3–2   |
| Fagersta AIK        | Avesta BK           | 6–4   |
| Forshaga IF         | IK Viking           | 5–1   |
| Guldsmedshytte SK   | IFK Lindesberg      | 8–0   |
| IFK Munkfors        | Grums IK            | 1–4   |
| Morgårdshammars IF  | IF Karlskoga/Bofors | 4–9   |
| IFK Lindesberg      | Morgårdshammars IF  | 3–2   |
| Avesta BK           | Forshaga IF         | 5–1   |
| Fagersta AIK        | IFK Munkfors        | 6–2   |
| Grums IK            | IF Karlskoga/Bofors | 7–7   |
| IK Viking           | Guldsmedshytte SK   | 4–2   |
| Forshaga IF         | Fagersta AIK        | 1–3   |
| Guldsmedshytte AIK  | Avesta BK           | 4–4   |
| IFK Munkfors        | IK Viking           | 6–1   |
| IF Karlskoga/Bofors | IFK Lindesberg      | 9–1   |
| Morgårdshammars IF  | Grums IK            | 0–7   |
| Avesta BK           | IFK Munkfors        | 5–4   |
| Fagersta AIK        | Guldsmedshytte SK   | 4–1   |
| Forshaga IF         | Morgårdshammars IF  | 4–2   |
| IFK Lindesberg      | Grums IK            | 4–7   |
| IK Viking           | IF Karlskoga/Bofors | 1–7   |
| Morgårdshammars IF  | Fagersta AIK        | 8–7   |
| Guldsmedshytte SK   | Forshaga IF         | 3–6   |
| Grums IK            | IK Viking           | 2–2   |
| IF Karlskoga/Bofors | Avesta BK           | 5–3   |
| IFK Munkfors        | IFK Lindesberg      | 4–6   |
| Guldsmedshytte SK   | Morgårdshammars IF  | 1–6   |
| Forshaga IF         | IFK Munkfors        | 2–2   |
| Avesta BK           | Grums IK            | 2–2   |
| Fagersta AIK        | IF Karlskoga/Bofors | 2–7   |
| IK Viking           | IFK Lindesberg      | 5–3   |
| IFK Munkfors        | Guldsmedshytte SK   | 7–4   |
| IF Karlskoga/Bofors | Forshaga IF         | 7–1   |
| Grums IK            | Fagersta AIK        | 7–3   |
| IFK Lindesberg      | Avesta BK           | 3–4   |
| Morgårdshammars IF  | IK Viking           | 2–4   |
| Fagersta AIK        | IFK Lindesberg      | 16–21 |
| Guldsmedshytte SK   | IF Karlskoga/Bofors | 01–14 |
| Avesta BK           | IK Viking           | 3–6   |
| Forshaga IF         | Grums IK            | 1–5   |
| IFK Munkfors        | Morgårdshammars IF  | 1–9   |
| IF Karlskoga/Bofors | IFK Munkfors        | 12–31 |
| Grums IK            | Guldsmedshytte SK   | 13–21 |
| IFK Lindesberg      | Forshaga IF         | 2–5   |
| IK Viking           | Fagersta AIK        | 1–7   |
| Morgårdshammars IF  | Avesta BK           | 4–3   |

### Division II Vest B
| \| Nr \| Hold \| K \| V \| U \| T \| Mf \| \| Mi \| +/- \| P \| \| -- \| ------------------ \| -- \| -- \| - \| -- \| --- \| - \| --- \| --- \| ------------------------------------ \| \| 1 \| HV71 \| 18 \| 17 \| 1 \| 0 \| 115 \| – \| 39 \| +76 \| 35Oprykningsspil \| \| 2 \| Tibro IK \| 18 \| 12 \| 0 \| 6 \| 100 \| – \| 62 \| +38 \| 24 \| \| 3 \| Hanhals BK (O) \| 18 \| 9 \| 2 \| 7 \| 78 \| – \| 64 \| +14 \| 20 \| \| 4 \| Boro/Landsbro IF \| 18 \| 10 \| 0 \| 8 \| 93 \| – \| 81 \| +12 \| 20 \| \| 5 \| Skövde IK \| 18 \| 8 \| 1 \| 9 \| 87 \| – \| 84 \| +3 \| 17 \| \| 6 \| BK Bäcken \| 18 \| 8 \| 1 \| 9 \| 64 \| – \| 97 \| −33 \| 17 \| \| 7 \| Mölndals IF \| 18 \| 7 \| 2 \| 9 \| 76 \| – \| 70 \| +6 \| 16 \| \| 8 \| Gislaveds SK \| 18 \| 8 \| 0 \| 10 \| 68 \| – \| 69 \| −1 \| 16 \| \| 9 \| Mariestad BoIS \| 18 \| 3 \| 3 \| 12 \| 45 \| – \| 93 \| −48 \| 9Nedrykning til Division III 1974-75 \| \| 10 \| IFK Vänersborg (O) \| 18 \| 2 \| 2 \| 14 \| 38 \| – \| 105 \| −67 \| 6Nedrykning til Division III 1974-75 \| K: Kampe spillet, V: Vundne kampe, U: Uafgjorte kampe, T: Tabte kampe, Mf: Mål for, Mi: Mål imod, +/-: Måldifference, P: Point |                    |    |    |   |    |     |   |     |     |                                      |
| Nr | Hold               | K  | V  | U | T  | Mf  |   | Mi  | +/- | P                                    |
| 1 | HV71               | 18 | 17 | 1 | 0  | 115 | – | 39  | +76 | 35Oprykningsspil                     |
| 2 | Tibro IK           | 18 | 12 | 0 | 6  | 100 | – | 62  | +38 | 24                                   |
| 3 | Hanhals BK (O)     | 18 | 9  | 2 | 7  | 78  | – | 64  | +14 | 20                                   |
| 4 | Boro/Landsbro IF   | 18 | 10 | 0 | 8  | 93  | – | 81  | +12 | 20                                   |
| 5 | Skövde IK          | 18 | 8  | 1 | 9  | 87  | – | 84  | +3  | 17                                   |
| 6 | BK Bäcken          | 18 | 8  | 1 | 9  | 64  | – | 97  | −33 | 17                                   |
| 7 | Mölndals IF        | 18 | 7  | 2 | 9  | 76  | – | 70  | +6  | 16                                   |
| 8 | Gislaveds SK       | 18 | 8  | 0 | 10 | 68  | – | 69  | −1  | 16                                   |
| 9 | Mariestad BoIS     | 18 | 3  | 3 | 12 | 45  | – | 93  | −48 | 9Nedrykning til Division III 1974-75 |
| 10 | IFK Vänersborg (O) | 18 | 2  | 2 | 14 | 38  | – | 105 | −67 | 6Nedrykning til Division III 1974-75 |

### Division II Syd A
| \| Nr \| Hold \| K \| V \| U \| T \| Mf \| \| Mi \| +/- \| P \| \| -- \| ------------------------------ \| -- \| -- \| - \| -- \| --- \| - \| --- \| --- \| ------------------------------------- \| \| 1 \| Nacka SK \| 18 \| 17 \| 1 \| 0 \| 123 \| – \| 32 \| +91 \| 35Oprykningsspil \| \| 2 \| IK Vita Hästen \| 18 \| 12 \| 0 \| 6 \| 88 \| – \| 67 \| +21 \| 24 \| \| 3 \| BK Kenty \| 18 \| 11 \| 2 \| 5 \| 82 \| – \| 65 \| +17 \| 24 \| \| 4 \| Huddinge IK \| 18 \| 9 \| 2 \| 7 \| 82 \| – \| 73 \| +9 \| 20 \| \| 5 \| BK Remo \| 18 \| 9 \| 1 \| 8 \| 82 \| – \| 77 \| +5 \| 19 \| \| 6 \| Nyköpings BIS \| 18 \| 8 \| 2 \| 8 \| 83 \| – \| 77 \| +6 \| 18 \| \| 7 \| Vimmerby IF \| 18 \| 6 \| 1 \| 11 \| 70 \| – \| 107 \| −37 \| 13 \| \| 8 \| Mälarhöjden/Västertorp BIK (O) \| 18 \| 4 \| 2 \| 12 \| 50 \| – \| 80 \| −30 \| 10 \| \| 9 \| Tranås AIF \| 18 \| 4 \| 2 \| 12 \| 65 \| – \| 97 \| −32 \| 10Nedrykning til Division III 1974-75 \| \| 10 \| Åkers IF (O) \| 18 \| 2 \| 3 \| 13 \| 49 \| – \| 99 \| −50 \| 7Nedrykning til Division III 1974-75 \| K: Kampe spillet, V: Vundne kampe, U: Uafgjorte kampe, T: Tabte kampe, Mf: Mål for, Mi: Mål imod, +/-: Måldifference, P: Point |                                |    |    |   |    |     |   |     |     |                                       |
| Nr | Hold                           | K  | V  | U | T  | Mf  |   | Mi  | +/- | P                                     |
| 1 | Nacka SK                       | 18 | 17 | 1 | 0  | 123 | – | 32  | +91 | 35Oprykningsspil                      |
| 2 | IK Vita Hästen                 | 18 | 12 | 0 | 6  | 88  | – | 67  | +21 | 24                                    |
| 3 | BK Kenty                       | 18 | 11 | 2 | 5  | 82  | – | 65  | +17 | 24                                    |
| 4 | Huddinge IK                    | 18 | 9  | 2 | 7  | 82  | – | 73  | +9  | 20                                    |
| 5 | BK Remo                        | 18 | 9  | 1 | 8  | 82  | – | 77  | +5  | 19                                    |
| 6 | Nyköpings BIS                  | 18 | 8  | 2 | 8  | 83  | – | 77  | +6  | 18                                    |
| 7 | Vimmerby IF                    | 18 | 6  | 1 | 11 | 70  | – | 107 | −37 | 13                                    |
| 8 | Mälarhöjden/Västertorp BIK (O) | 18 | 4  | 2 | 12 | 50  | – | 80  | −30 | 10                                    |
| 9 | Tranås AIF                     | 18 | 4  | 2 | 12 | 65  | – | 97  | −32 | 10Nedrykning til Division III 1974-75 |
| 10 | Åkers IF (O)                   | 18 | 2  | 3 | 13 | 49  | – | 99  | −50 | 7Nedrykning til Division III 1974-75  |

### Division II Syd B
| \| Nr \| Hold \| K \| V \| U \| T \| Mf \| \| Mi \| +/- \| P \| \| -- \| -------------------- \| -- \| -- \| - \| -- \| --- \| - \| --- \| --- \| ------------------------------------- \| \| 1 \| Malmö IF \| 18 \| 15 \| 0 \| 3 \| 111 \| – \| 51 \| +60 \| 30Oprykningsspil \| \| 2 \| Nybro IF \| 18 \| 14 \| 1 \| 3 \| 90 \| – \| 43 \| +47 \| 29 \| \| 3 \| IF Troja \| 18 \| 13 \| 0 \| 5 \| 101 \| – \| 77 \| +24 \| 26 \| \| 4 \| Växjö HC \| 18 \| 9 \| 2 \| 7 \| 76 \| – \| 74 \| +2 \| 20 \| \| 5 \| Rögle BK \| 18 \| 7 \| 3 \| 8 \| 59 \| – \| 56 \| +3 \| 17 \| \| 6 \| Halmstads HK \| 18 \| 7 \| 3 \| 8 \| 80 \| – \| 82 \| −2 \| 17 \| \| 7 \| Kallinge SK \| 18 \| 4 \| 5 \| 9 \| 59 \| – \| 92 \| −33 \| 13 \| \| 8 \| Tyringe SoSS (O) \| 18 \| 5 \| 1 \| 12 \| 58 \| – \| 74 \| −16 \| 11Nedrykning til Division III 1974-75 \| \| 9 \| IK 70 Oskarshamn (O) \| 18 \| 5 \| 1 \| 12 \| 73 \| – \| 120 \| −47 \| 11Nedrykning til Division III 1974-75 \| \| 10 \| Mörrums GoIS (O) \| 18 \| 2 \| 2 \| 14 \| 52 \| – \| 90 \| −38 \| 6Nedrykning til Division III 1974-75 \| K: Kampe spillet, V: Vundne kampe, U: Uafgjorte kampe, T: Tabte kampe, Mf: Mål for, Mi: Mål imod, +/-: Måldifference, P: Point |                      |    |    |   |    |     |   |     |     |                                       |
| Nr | Hold                 | K  | V  | U | T  | Mf  |   | Mi  | +/- | P                                     |
| 1 | Malmö IF             | 18 | 15 | 0 | 3  | 111 | – | 51  | +60 | 30Oprykningsspil                      |
| 2 | Nybro IF             | 18 | 14 | 1 | 3  | 90  | – | 43  | +47 | 29                                    |
| 3 | IF Troja             | 18 | 13 | 0 | 5  | 101 | – | 77  | +24 | 26                                    |
| 4 | Växjö HC             | 18 | 9  | 2 | 7  | 76  | – | 74  | +2  | 20                                    |
| 5 | Rögle BK             | 18 | 7  | 3 | 8  | 59  | – | 56  | +3  | 17                                    |
| 6 | Halmstads HK         | 18 | 7  | 3 | 8  | 80  | – | 82  | −2  | 17                                    |
| 7 | Kallinge SK          | 18 | 4  | 5 | 9  | 59  | – | 92  | −33 | 13                                    |
| 8 | Tyringe SoSS (O)     | 18 | 5  | 1 | 12 | 58  | – | 74  | −16 | 11Nedrykning til Division III 1974-75 |
| 9 | IK 70 Oskarshamn (O) | 18 | 5  | 1 | 12 | 73  | – | 120 | −47 | 11Nedrykning til Division III 1974-75 |
| 10 | Mörrums GoIS (O)     | 18 | 2  | 2 | 14 | 52  | – | 90  | −38 | 6Nedrykning til Division III 1974-75  |

## Kvalifikation til Division I
I kvalifikationen til Division I spillede de otte puljevindere om to pladser i Division I i den efterfølgende sæson. Holdene blev inddelt i to puljer med fire hold i hver, og i hver pulje spillede holdene om én oprykningsplads.
De to kvalifikationspuljer blev vundet af Skellefteå AIK og IF Karlskoga/Bofors, som dermed kunne vende tilbage til Division I efter blot en enkelt sæson i Division II.

### Nord
Kvalifikation til Division I Nord havde deltagelse af vinderne af Division II-puljerne i regionerne Nord og Øst. Holdene spillede om én oprykningsplads til Division I, og turneringen blev afviklet som en dobbeltturnering alle-mod-alle.
| \| Nr \| Hold \| K \| V \| U \| T \| Mf \| \| Mi \| +/- \| P \| \| -- \| -------------- \| - \| - \| - \| - \| -- \| - \| -- \| --- \| ---------------------------------- \| \| 1 \| Skellefteå AIK \| 6 \| 5 \| 0 \| 1 \| 33 \| – \| 14 \| +19 \| 10Oprykning til Division I 1974-75 \| \| 2 \| Surahammars IF \| 6 \| 3 \| 0 \| 3 \| 34 \| – \| 37 \| −3 \| 6 \| \| 3 \| Strömsbro IF \| 5 \| 2 \| 0 \| 3 \| 24 \| – \| 26 \| −2 \| 4 \| \| 4 \| Järveds IF \| 5 \| 1 \| 0 \| 4 \| 23 \| – \| 37 \| −14 \| 2 \| K: Kampe spillet, V: Vundne kampe, U: Uafgjorte kampe, T: Tabte kampe, Mf: Mål for, Mi: Mål imod, +/-: Måldifference, P: Point |                |   |   |   |   |    |   |    |     |                                    |
| Nr | Hold           | K | V | U | T | Mf |   | Mi | +/- | P                                  |
| 1 | Skellefteå AIK | 6 | 5 | 0 | 1 | 33 | – | 14 | +19 | 10Oprykning til Division I 1974-75 |
| 2 | Surahammars IF | 6 | 3 | 0 | 3 | 34 | – | 37 | −3  | 6                                  |
| 3 | Strömsbro IF   | 5 | 2 | 0 | 3 | 24 | – | 26 | −2  | 4                                  |
| 4 | Järveds IF     | 5 | 1 | 0 | 4 | 23 | – | 37 | −14 | 2                                  |

#### Kampe
| Kampprogram | Kampprogram    | Kampprogram    | Kampprogram  | Kampprogram   |
| Dato        | Hjemmehold     | Udehold        | Resultat     | Perioder      |
| ----------- | -------------- | -------------- | ------------ | ------------- |
| 28. februar | Järveds IF     | Strömsbro IF   | 7–6          | 4-0, 1-3, 2-3 |
| 28. februar | Skellefteå AIK | Surahammars IF | 8–4          | 1-0, 5-0, 2-4 |
| 3. marts    | Strömsbro IF   | Skellefteå AIK | 5–3          | 0-2, 5-0, 0-1 |
| 3. marts    | Surahammars IF | Järveds IF     | 10–51        | 3-3, 3-1, 4-1 |
| 7. marts    | Surahammars IF | Strömsbro IF   | 3–7          | 0-1, 2-2, 1-4 |
| 7. marts    | Skellefteå AIK | Järveds IF     | 9–1          | 1-0, 4-1, 4-0 |
| 10. marts   | Skellefteå AIK | Strömsbro IF   | 6–1          | 0-0, 3-1, 3-0 |
| 10. marts   | Järveds IF     | Surahammars IF | 8–9          | 3-2, 2-5, 3-2 |
| 14. marts   | Strömsbro IF   | Surahammars IF | 5–7          | 2-2, 1-1, 2-4 |
| 14. marts   | Järveds IF     | Skellefteå AIK | 2–3          | 0-2, 1-0, 1-1 |
| 17. marts   | Surahammars IF | Skellefteå AIK | 1–4          | 0-1, 1-1, 0-2 |
| 17. marts   | Strömsbro IF   | Järveds IF     | Ikke spillet | Ikke spillet  |

### Syd
Kvalifikationen til Division I Syd havde deltagelse af vinderne af Division II-puljerne i regionerne Vest og Syd. Holdene spillede om én oprykningsplads til Division I, og turneringen blev afviklet som en dobbeltturnering alle-mod-alle.
| \| Nr \| Hold \| K \| V \| U \| T \| Mf \| \| Mi \| +/- \| P \| \| -- \| ------------------- \| - \| - \| - \| - \| -- \| - \| -- \| --- \| --------------------------------- \| \| 1 \| IF Karlskoga/Bofors \| 6 \| 4 \| 0 \| 2 \| 34 \| – \| 23 \| +11 \| 8Oprykning til Division I 1974-75 \| \| 2 \| Nacka SK \| 6 \| 4 \| 0 \| 2 \| 24 \| – \| 18 \| +6 \| 8 \| \| 3 \| HV71 \| 6 \| 3 \| 0 \| 3 \| 35 \| – \| 26 \| +9 \| 6 \| \| 4 \| Malmö IF \| 6 \| 1 \| 0 \| 5 \| 21 \| – \| 47 \| −26 \| 2 \| K: Kampe spillet, V: Vundne kampe, U: Uafgjorte kampe, T: Tabte kampe, Mf: Mål for, Mi: Mål imod, +/-: Måldifference, P: Point |                     |   |   |   |   |    |   |    |     |                                   |
| Nr | Hold                | K | V | U | T | Mf |   | Mi | +/- | P                                 |
| 1 | IF Karlskoga/Bofors | 6 | 4 | 0 | 2 | 34 | – | 23 | +11 | 8Oprykning til Division I 1974-75 |
| 2 | Nacka SK            | 6 | 4 | 0 | 2 | 24 | – | 18 | +6  | 8                                 |
| 3 | HV71                | 6 | 3 | 0 | 3 | 35 | – | 26 | +9  | 6                                 |
| 4 | Malmö IF            | 6 | 1 | 0 | 5 | 21 | – | 47 | −26 | 2                                 |

#### Kampe
| Kampprogram | Kampprogram         | Kampprogram         | Kampprogram | Kampprogram   |
| Dato        | Hjemmehold          | Udehold             | Resultat    | Perioder      |
| ----------- | ------------------- | ------------------- | ----------- | ------------- |
| 28. februar | Malmö IF            | Nacka SK            | 2–7         | 2-1, 0-1, 0-5 |
| 28. februar | HV71                | IF Karlskoga/Bofors | 8–4         | 2-0, 1-2, 5-2 |
| 3. marts    | Malmö IF            | HV71                | 6–5         | 3-2, 1-2, 2-1 |
| 3. marts    | IF Karlskoga/Bofors | Nacka SK            | 5–2         | 1-2, 2-0, 2-0 |
| 6. marts    | IF Karlskoga/Bofors | Malmö IF            | 6–3         | 3-2, 0-1, 3-0 |
| 6. marts    | Nacka SK            | HV71                | 0–6         | 0-1, 0-3, 0-2 |
| 10. marts   | HV71                | Malmö IF            | 12–41       | 3-2, 4-1, 5-1 |
| 10. marts   | Nacka SK            | IF Karlskoga/Bofors | 5–0         | 1-0, 1-0, 3-0 |
| 14. marts   | Malmö IF            | IF Karlskoga/Bofors | 14–12       | 2-5, 0-3, 2-4 |
| 14. marts   | HV71                | Nacka SK            | 3–5         | 1-0, 1-0, 1-5 |
| 17. marts   | IF Karlskoga/Bofors | HV71                | 7–1         | 1-1, 3-0, 3-0 |
| 17. marts   | Nacka SK            | Malmö IF            | 5–2         | 4-0, 0-1, 1-1 |